# Ethiopische nachtzwaluw
De Ethiopische nachtzwaluw (Caprimulgus poliocephalus) is een vogel uit de familie van de nachtzwaluwen (Caprimulgidae).

## Kenmerken
Deze nachtzwaluw is 24 cm lang en is relatief donker gekleurd. Opvallend zijn verder de buitenste staartpennen die over de hele lengte licht gekleurd zijn.

## Verspreiding en leefgebied
De broedgebieden van de Ethiopische nachtzwaluw liggen in bergachtige gebieden boven de 1530 m boven de zeespiegel. Het is een vogel van bosranden, halfopen landschappen met struikgewas of in cultuur gebracht terrein. In de winter trekken sommige populaties weg uit het broedgebied.
De soort telt vier ondersoorten:
- C. p. poliocephalus: het zuidoosten van Zuid-Soedan en in Ethiopië en verder in Oeganda, Kenia en Tanzania.
- C. p. ruwenzorii (ruwenzorinachtzwaluw): zuidwestelijk Oeganda en oostelijk Congo-Kinshasa.
- C. p. guttifer: Tanzania, Malawi en Zambia.
- C. p. koesteri: centraal Angola.

## Status
De Ethiopische nachtzwaluw heeft een groot verspreidingsgebied en daardoor is de kans op uitsterven gering. De grootte van de populatie is niet gekwantificeerd en er is geen aanleiding te veronderstellen dat de soort in aantal achteruit gaat. Om deze redenen staat deze nachtzwaluw als niet bedreigd op de Rode Lijst van de IUCN.